# Valle de Madriu-Perafita-Claror
El valle de Madriu-Perafita-Claror es un valle glaciar de los Pirineos, situado en el sudeste del Principado de Andorra, formando parte de las parroquias de Encamp, Andorra la Vieja, San Julián de Loria y Las Escaldas-Engordany. Es el único sitio andorrano declarado como Patrimonio de la Humanidad por la Unesco en el año 2004 y ampliado el 2006.

## Descripción
«La Madre río» es el apelativo latino de Madriu, el valle que debe su forma de "U" a su origen glacial, una característica de los valles surgidos del hielo. 
Con una orientación este/oeste, el valle del Madriu tiene una longitud total de 11,8 km. Nace a 1.200 metros y llega a cotas de 2.500 metros de altura. Su principal fuente de riqueza es el agua del río que, a su vez, se alimenta de una gran variedad de lagos que hay dentro del circo glaciar del Gargantillar. 
Gracias a diversas filtraciones, toda su fuerza acuática virgen crea un depósito natural de agua termal de más de 60° a Las Escaldas-Engordany.
Con una superficie de 4247 hectáreas, es decir, un 9% del territorio del Principado de Andorra, el valle del Madriu constituye un entorno en el que se recoge el testimonio de los cambios climáticos y la tradición cultural, social y biológica del país. 
A lo largo del valle se pueden encontrar varias bordas, edificios para usos ganaderos propias de los Pirineos, que por su aislamiento de las zonas pobladas contribuyen al dibujar un paisaje de bosques de pinos, ríos y enclaves de alto valor paisajístico. Los orris, también son muy numerosos, un ejemplo de infraestructuras de crianza de animales de los siglos XIII-XVII, cuya primera función consistía en la producción de queso. Además, puede continuar hasta los estanques de L’Illa, lagos glaciares a 2400 m de altitud.

## Senderismo
Hay diferentes itinerarios para recorrer el valle del Madriu sin dificultad técnica durante cinco horas. Entre los caminos de gran recorrido está el GR-7, que recorre todo el valle; el GR-11, que se incorpora a una altura de 1.600 metros hasta en el lago de l'Illa, punto en el cual abandona el Madriu por el cuello del valle Civera; y, finalmente, el GRP (gran recorrido del país) que empieza en la parte más alta del valle, es paralelo al GR-7 y termina en el círco glaciar.